# Kvant-2

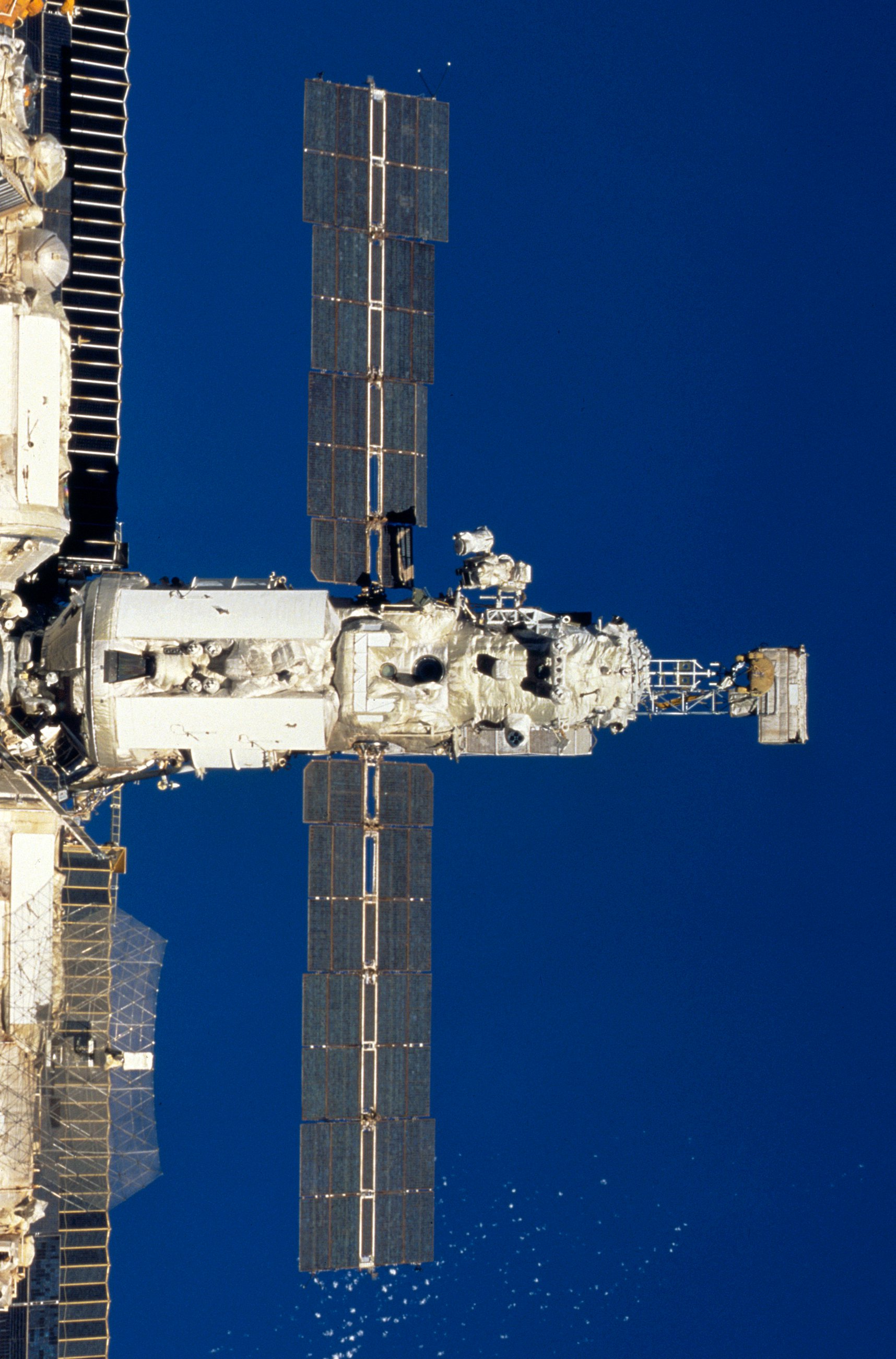
Módulo Kvant-2

Kvant-2 ( em russo:  Квант-2  ; em português: Quantum-II/2 ) (77KSD, TsM-D, 11F77D) foi o terceiro módulo e o segundo maior acréscimo à estação espacial Mir. O seu objetivo principal era entregar novos experimentos científicos, melhores sistemas de suporte à vida e uma eclusa de ar para a Mir. Foi lançado em 26 de novembro de 1989 em um foguete Proton e atracou na Mir em 6 de dezembro. O seu sistema de controle foi projetado pela NPO "Electropribor" ( Kharkiv, Ucrânia).

## Especificações
- Comprimento: 12,2 m
- Diâmetro: 4,35 m
- Massa: 19,640   kg
- Volume habitável: 61,9 m 3
- Envergadura: 24 m
- Configuração: módulo baseado no 77K (TKS)

## Descrição

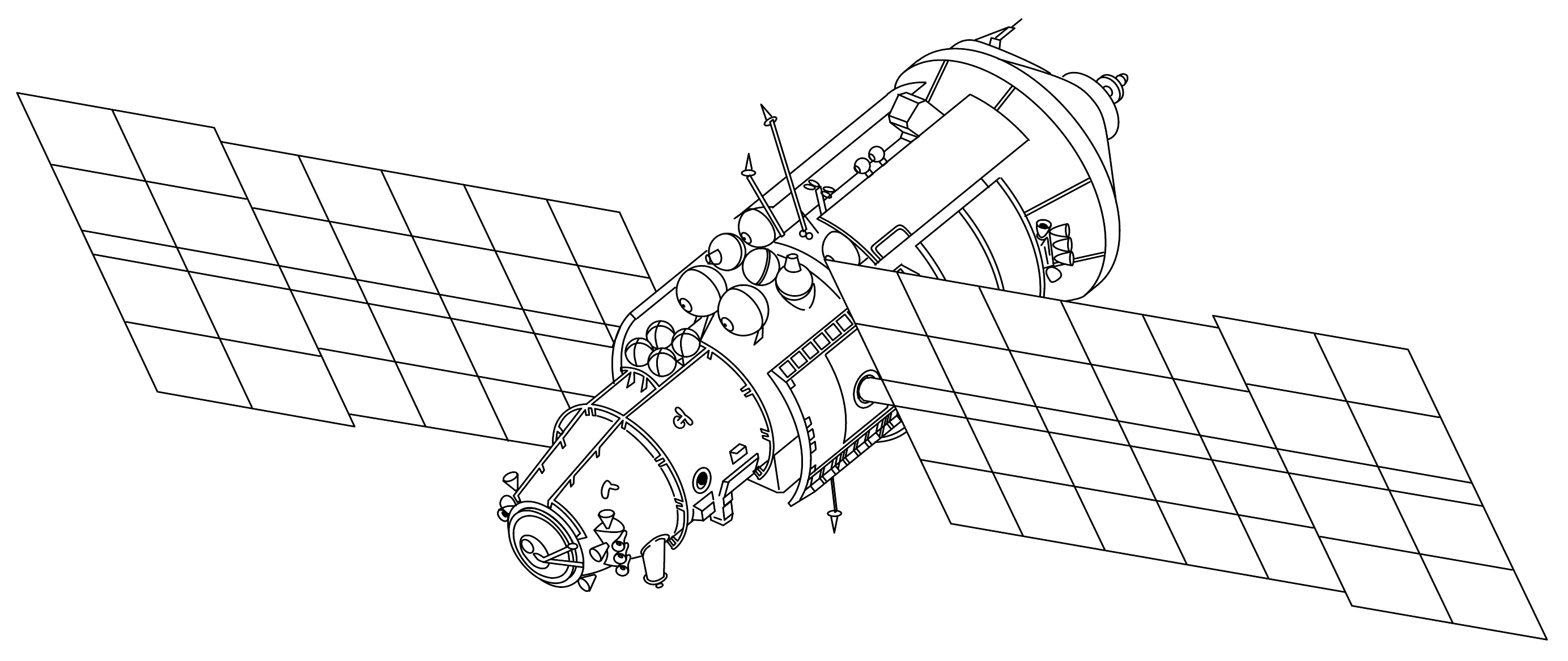
Vista isolada do Kvant-2

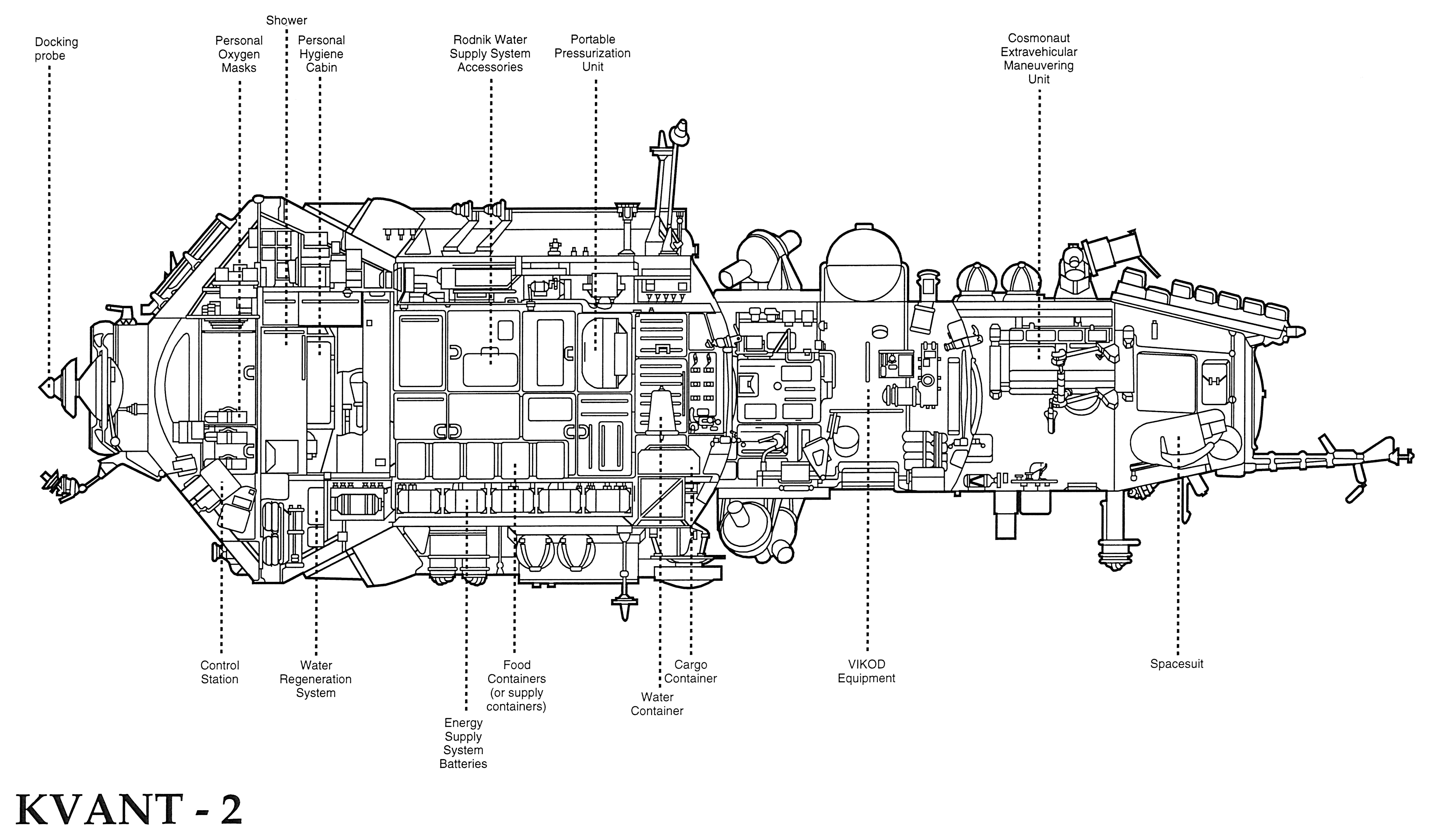
Vista recortada do Kvant-2

O Kvant-2 foi o primeiro módulo da Mir baseado na nave espacial TKS. O Kvant-2 era dividido em três compartimentos.  Eles eram a câmara de descompressão para atividade extraveicular (EVA), o compartimento de instrumentos/carga e o compartimento de instrumentos/experimentos.  O compartimento de carga podia ser vedado e funcionar como uma extensão ou um back-up para a eclusa de ar.  Antes do Kvant-2 atracar na estação, as EVAs eram realizadas despressurizando o módulo de acoplamento do Módulo Principal.  Kvant-2 também carregou a versão soviética da Unidade de Manobra Tripulada para o traje espacial Orlan. Ele tinha a bordo o computador Salyut 5B, que foi uma melhoria em relação ao computador Argon 16B que já estava na estação em um outro módulo.  Kvant-2 tinha um sistema para regenerar a água a partir da urina e um banheiro com chuveiro para a higiene pessoal. Possuía seis giroscópios para complementar aqueles já localizados no Kvant-1.  Ao contrário de Kvant-1, os giroscópios do Kvant-2 eram acessíveis apenas a partir do exterior, o que acabou por tornar mais difícil a substituição quando se quebravam ou falhavam.
Os equipamentos científicos da Kvant-2 incluíam uma câmera de alta resolução, espectrômetros, sensores de raios X, o experimento de fluxo de fluido Volna 2 e a unidade Inkubator-2, que era usada para incubação e criação de codornas.  Uma lista de experimentos e equipamentos segue:
- Espectrômetro de raios-X ARIZ
- Plataforma de varredura ASPG-M com espectrômetro ITS-7D IR (usando a plataforma de sensores tcheca usada pela primeira vez nas naves espaciais Vega).
- Detectores de poeira cósmica
- Pacote espectrômetro Gamma 2
- Unidade ikar para realizar EVAs
- Inkubator 2 - incubadora de ovos de aves
- Câmara topográfica KAP-350
- Câmera de filme de recursos da Terra MKF-6MA com 6 bandas espectrais.  Fornecida pela Alemanha Oriental.
- Espectrômetro óptico MKS-M2
- Espectrômetro Phaza AFM-2
- Espectrômetro Spektr-256
- Espectrómetro de partículas carregadas Sprut 5  (instalado em 1991).
- Câmeras de TV
- Tanque propulsor Volna 2 (250 kg)

## Galeria

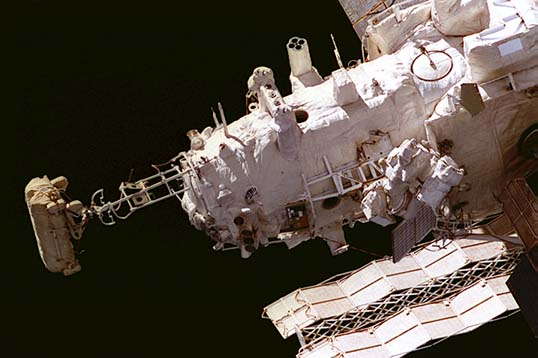
Seção da eclusa de ar em Kvant-2. Observe a unidade SPK atracada à esquerda.
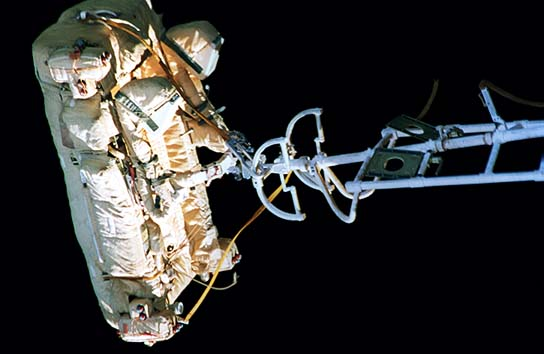
Vista ampliada da unidade SPK fora da eclusa de ar. O SPK era análogo à unidade americana de manobra tripulada. Depois de ser testado em 1990, foi colocado dentro no Kvant-2 até 1996. Foi então movido para fora da câmara para poupar espaço no Kvant-2.